# Старі Лединці
Старі Лединці (серб. Стари Лединци) — приміське село в Сербії, приналежний до міської общини Петроварадин Південно-Бацького округу в багатоетнічному, автономному краю Воєводина.

## Населення
Населення села становить 829 осіб (2002, перепис), з них:
- серби — 711 — 86,39%;
- югослави — 19 — 2,30%;

Решту жителів  — з десяток різних етносів, зокрема: чорногорці, хорвати, словаки і кілька русинів-українців.